# 68 Publishers
68 Publishers, även kallat Sixty-Eight Publishers, Sixtyeight Publishers eller (på tjeckiska) Nakladatelství 68, var ett bokförlag för tjeckisk exillitteratur, vilket grundades 1971 i Toronto av det landsflyktiga, tjeckiska författarparet Josef Škvorecký och Zdena Salivarová (född 1933). 
Förlagets verksamhet avmattades genom sammetsrevolutionen 1989 och lades ner 1993. Talet 68 syftade på pragvåren år 1968. Manusen var många gånger utsmugglade ur Tjeckoslovakien och litteraturen utgavs som regel först på originalspråk, för att kunna smugglas tillbaka in i landet som en del av en samizdat-verksamhet. Böckerna kunde därefter översättas till engelska och andra språk. Ett undantag från denna regel var Milan Kunderas Varats olidliga lätthet som först utkom på franska 1984, innan den tjeckiska originalupplagan publicerades året efter av 68 Publishers. Dramatikern Václav Havel hörde för övrigt till dem som utgavs, liksom nobelpristagaren Jaroslav Seifert  och den underjordiske surrealisten Jindřich Heisler. 